# خانلار صفرعلی‌اف
خانلار صفرعلی‌اف (ترکی آذربایجانی: Xanlar Səfərəliyev; ۱۸۷۸ – ۱۹۰۷ (۲۹ ساله)) سیاستمدار، و سندیکاچی اهل امپراتوری روسیه بود.